# Skeppsholmen
Skeppsholmen er en ø i Saltsjön samt en bydel i det centrale Stockholm i Sverige. Den har broforbindelse til Norrmalm (Blasieholmen) og Kastellholmen. På Skeppsholmen ligger blandt andet Moderna Museet, Skeppsholmskyrkan og Skeppsholmsgården.
Bydelen omfatter øerne Skeppsholmen (1905) og Kastellholmen, som blev tillagt i 1934, hvorved bydelen officielt dannedes. Arealet udgør 2 km² land og 4,1 km² vand. Bydelen har vandgrænse mod Gamla stan, Norrmalm, Djurgården og Södermalm. Indbyggertallet er cirka 70.

## Historie
Skeppsholmen blev i 1634 Stockholms orlogsstation. De fleste af øens bygninger blev opført til kronens (marinens) formål, også den engelske park fra 1790'erne. Långa Raden er to lange toetagers huse, oprindelig bygget til Karl XII's drabanter. Husene blev opført i 1600-tallet. Efter overførelsen af de militære funktioner til Berga örlogsbas og Muskö blev fuldført i 1968, er der nu flyttet museer, skoler og kulturinstitutioner ind i de gamle bygninger.

## Billeder
|  |  |  |  |

59°19′30″N 18°05′00″Ø / 59.32500°N 18.08333°Ø